# Брюшко

Разница абдомена, торакса и головы у человека и насекомого

Брюшко́, или абдо́мен (лат. abdomen — живот), — задний отдел тела у членистоногих. У пауков и клещей сегменты брюшка слиты. Расположенный спереди от брюшка отдел тела у насекомых называют грудью, у паукообразных — головогрудью. У некоторых членистоногих брюшко подразделяется на переднебрюшие (praeabdomen) и заднебрюшие (postabdomen).
У некоторых насекомых из 2 или 3 задних сегментов образован яйцеклад (жуки, бабочки). У некоторых перепончатокрылых первый или 2 первые брюшные сегменты образуют так называемый стебелёк — петиоль.
У высших ракообразных брюшко несёт нормально развитые конечности. У низших ракообразных, паукообразных (не считая паутинных бородавок у пауков) и некоторых насекомых брюшко совсем лишено конечностей. У щетинохвосток конечности брюшка частью рудиментарны, частью видоизменены в половые придатки (у 8-го и 9-го члеников) или хвостовые нити — церки (у 11-го членика). У высших насекомых на брюшке из конечностей имеются только половые придатки и церки.